# The Fighting Parson (film 1908)
The Fighting Parson è un cortometraggio muto del 1908 diretto da Otis Turner. Con The Fighting Parson, negli Stati Uniti si identifica il personaggio storico di Pleasant Tackitt: ministro metodista, colono, cacciatore di indiani, ufficiale confederato e politico (1803-1886), figura chiave della storia dell'Arkansas e del Texas del nord.
Il protagonista del film fu interpretato da Bobby Burns, qui al suo esordio cinematografico. Burns, la cui carriera di attore sarebbe proseguita nei seguenti cinquant'anni (il suo ultimo film uscì nel 1958), sarebbe diventato anche regista.

## Produzione
Il film fu prodotto dalla Selig Polyscope Company.

## Distribuzione
Distribuito dalla General Film Company, il film - un cortometraggio in una bobina - uscì nelle sale statunitensi nel giugno 1908.